# Arthur Cazaux
Arthur Cazaux (nascido em 23 de agosto de 2002) é um tenista francês. A classificação de Cazaux em simples é 219 e em duplas é 430, de acordo com o critério da ATP. Ele alcançou sua melhor classificação em simples em 27 de fevereiro de 2023, quando chegou ao número 217. Em duplas, sua melhor posição foi em 1 de novembro de 2021, quando chegou ao número 430. Ele ganhou um título Challenger e três títulos ITF em simples. Como júnior, chegou à final do Aberto da Austrália de 2020, onde perdeu para seu compatriota Harold Mayot. No ATP de Genebra de 2021, ele conseguiu sua primeira vitória no circuito ATP ao derrotar Adrian Mannarino em três sets.